# Boško Šutalo
Boško Šutalo, né le 1er janvier 2000 à Metković en Croatie, est un footballeur croate qui évolue au poste de défenseur central au Standard de Liège.

## Biographie

### NK Osijek
Né à Metković, au sud de la Croatie, Boško Šutalo est formé par le RNK Split avant de rejoindre le NK Osijek en 2017, où il poursuit sa formation. Après avoir joué pour l'équipe réserve il participe à son premier match en équipe première le 19 septembre 2018, lors d'une rencontre de coupe de Croatie face au NK Zagorec. Il est titularisé lors de ce match remporté par les siens sur le score de trois buts à zéro. Il fait sa première apparition en championnat un mois plus tard, le 20 octobre, contre le NK Rudeš, où il est titularisé au poste d'arrière droit. Le NK Osijek s'impose par quatre buts à un lors de cette partie.
Boško Šutalo commence la saison 2019-2020 comme titulaire, il découvre également la coupe d'Europe, jouant son premier match le 25 juillet 2019 face au CSKA Sofia, lors d'une rencontre qualificative pour la Ligue Europa. Son équipe s'incline sur le score de un but à zéro ce jour-là. Considéré comme l'un des meilleurs talents du pays, plusieurs clubs s'intéressent à lui dont l'Atalanta Bergame et son départ semble imminent dès le mois de janvier.

### Atalanta Bergame
Le 30 janvier 2020, durant le mercato hivernal, Boško Šutalo rejoint l'Italie en s'engageant avec l'Atalanta Bergame pour un contrat de quatre ans et demi. Le montant du transfert est estimé à cinq millions d'euros. Il joue son premier match sous ses nouvelles couleurs le 2 juillet 2020, contre le SSC Naples. Il entre en jeu à la place de Rafael Tolói lors de cette rencontre remportée par son équipe sur le score de deux buts à zéro.

### Hellas Vérone
Le 25 août 2021, Boško Šutalo est prêté jusqu'à la fin de la saison à l'Hellas Vérone,.

### Dinamo Zagreb
Le 21 juin 2022, Boško Šutalo retourne dans son pays natal afin de s'engager en faveur du Dinamo Zagreb. Il signe un contrat de cinq ans,.
Šutalo se fait remarquer dès sa première apparition sous ses nouvelles couleurs en marquant un but, le 23 juillet 2022, lors d'une rencontre de championnat face au NK Istra 1961. Titulaire, il participe à la victoire de son équipe par quatre buts à un.

### Standard de Liège
Le 8 juillet 2024, Boško Šutalo rejoint la Belgique en s'engageant en faveur du Standard de Liège.
Šutalo marque son premier but pour le Standard le 20 octobre 2024, lors d'une rencontre de championnat face au Sporting de Charleroi. Buteur de la tête, il participe à la victoire de son équipe par deux buts à un ce jour-là,.

### En sélection
Avec l'équipe de Croatie des moins de 19 ans, Boško Šutalo se montre décisif à plusieurs reprises. Souvent placé au poste d'arrière droit, il se distingue le 14 novembre 2018 en marquant le but égalisateur de la tête face à la Macédoine du Nord (1-1). Il marque aussi le 23 mars 2019 face à la Hongrie, reprenant de la tête un coup franc de Ante Palaversa, participant à la victoire des siens (0-2), et trois jours plus tard il est à nouveau buteur contre la Norvège (défaite 2-3 des Croates).
Boško Šutalo reçoit sa première sélection avec l'équipe de Croatie espoirs le 5 septembre 2019, face aux Émirats arabes unis en match amical. Il est titularisé ce jour-là et est remplacé à la mi-temps. Son équipe s'impose sur le score de trois buts à zéro lors de cette partie.

## Palmarès
Dinamo Zagreb
- Championnat de Croatie (2) :
  - Champion : 2022-2023 et 2023-2024.